# La Baroche
La Baroche (toponimo francese) è un comune svizzero di 1 126 abitanti del Canton Giura, nel distretto di Porrentruy.

## Storia
Il comune di La Baroche è stato istituito il 1º gennaio 2009 con la fusione dei comuni soppressi di Asuel, Charmoille, Fregiécourt, Miécourt e Pleujouse; capoluogo comunale è Charmoille.

## Società

### Evoluzione demografica
L'evoluzione demografica è riportata nella seguente tabella:
Abitanti censiti

## Geografia antropica

### Frazioni
Le frazioni di La Baroche sono:
- Asuel[4]
  - La Malcôte
- Charmoille[5]
- Fregiécourt[6]
- Miécourt[7]
- Pleujouse[8]

## Amministrazione
Comune politico e comune patriziale sono uniti nella forma del commune mixte.